# Robson Bambu
Robson Alves de Barros (São Vicente, 12 de novembro de 1997) é um futebolista brasileiro que atua como zagueiro. Atualmente joga no Braga.

## Carreira

### Santos

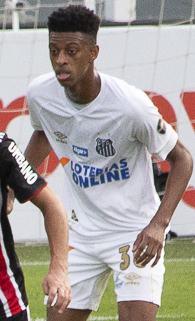
Robson jogando pelo Santos em 2018.

Robson Bambu nasceu na cidade de São Vicente, em São Paulo, e ingressou nas categorias de base do Santos em 2007, aos dez anos de idade. Em janeiro de 2018, Robson Bambu foi promovido ao plantel principal. Fez sua estreia como jogador profissional no dia 28 de janeiro, pelo Campeonato Paulista.

### Athletico Paranaense
No dia 21 de novembro de 2018, Robson Bambu foi anunciado como nova contratação do Athletico Paranaense para a temporada 2019.
Bambu estreou com a camisa rubro-negra atuando pela equipe de aspirantes no Estadual, pela qual sagrou-se campeão após vencer o Toledo nos pênaltis por 6 a 5 na grande final.
Com o término do Estadual e a conquista do título, Robson Bambu foi promovido por Tiago Nunes à equipe principal, participando da inédita conquista do Furacão, o título da Copa do Brasil.
Nas decisões, assumiu a titularidade, atuando ao lado de seu companheiro de zaga Léo Pereira nas duas vitórias, 1 a 0 na Arena da Baixada e 2 a 1 no Beira Rio. Na partida derradeira, Robson Bambu jogou os minutos finais com uma lesão no olho esquerdo, provocada após sofrer um choque com seu companheiro de equipe, o lateral Márcio Azevedo.
Se despediu do Athletico no dia 5 de junho de 2020.

### Nice
Em 26 de maio de 2020, assinou um contrato de cinco anos com o Nice. Foi apresentado pelo clube francês no dia 5 de junho.

### Corinthians
Em 20 de janeiro de 2022, assinou um contrato de empréstimo com o Corinthians por um ano. Foi apresentado oficialmente no dia 28 de janeiro. Fez a sua estreia no dia 20 de março de 2022, após 1 ano sem jogar, na vitória por 1-0 contra o Novorizontino, no Jorjão, pelo Campeonato Paulista 2022. Após não se firmar no clube durante a temporada, não renovou seu contrato de empréstimo e retornou ao Nice.Robson encerrou sua passagem pelo Timão com em 12 oportunidades (oito como titular).

### Vasco da Gama
Em 3 de janeiro de 2023, foi contratado por empréstimo pelo Vasco da Gama, com contrato válido até dezembro de 2023.
Robson teve um bom início de Brasileirão na equipe vascaína, sendo titular do time sob o comando de Maurício Barbieri. Contudo, com a chegada de Gary Medel, somada a má fase do Vasco no Campeonato (que culminou na demissão do técnico Maurício Barbieri), o jogador passou a figurar no banco de reservas por alguns jogos.
Sob o comando de Ramón Díaz, o jogador passou a atuar numa posição diferente, como as performances de Puma Rodríguez estavam aquém do desejado, o jogador passou a disputar jogos pela Lateral Direita, posição que ele já havia feito enquanto jogava pelo Santos. Porém, suas atuações também foram abaixo do esperado e ele perdeu a vaga no time titular para Paulo Henrique.
Ao final da temporada, o Vasco garantiu-se na Série A após conquistar a 15ª colocação no Brasileirão. Bambu fizera 21 jogos ao todo em sua passagem pela equipe carioca.
Ainda em sua passagem pelo Vasco, o jogador foi um dos responsáveis por ajudar o camisa 10 da equipe, Dimitri Payet, com o idioma português. O zagueiro tinha conhecimento da língua natal de Payet (francês) e foi um dos jogadores que contribuíram para sua adaptação no Brasil.
Em 19 de dezembro de 2023, a diretoria do Vasco da Gama comunicou que não contaria com o atleta para a temporada de 2024, sendo assim encerrando sua passagem na equipe cruzmaltina.

## Seleção Nacional
Robson Bambu foi convocado para a Seleção Brasileira Sub-20 em 7 de dezembro de 2016, para a disputa do Campeonato Sul-Americano Sub-20 que ocorreu no começo de 2017.
Voltou a ser convocado no dia 27 de dezembro de 2019, para a disputa do Pré-Olímpico.

## Vida pessoal

### Caso de estupro
Em 9 de fevereiro de 2022, antes de estrear pelo Corinthians, o jogador foi acusado de estupro de vulnerável por uma mulher de 25 anos. Os fatos teriam ocorrido na manhã de 3 de fevereiro, após Robson, um amigo e duas garotas terem curtido a noite em uma casa noturna no Tatuapé, bairro da Zona Leste de São Paulo. No dia seguinte, o jogador se pronunciou negando o ocorrido e dizendo que "Nunca desrespeitou nenhuma mulher". O clube paulista se pronunciou dizendo que "não comentaria o tema até que todos os fatos fossem esclarecidos mediante apuração", mas reiterou que "não compactua com nenhum tipo de violência".
Em 11 de fevereiro, o jogador compareceu na 5ª Delegacia De Defesa Da Mulher, em São Paulo, e prestou depoimento no inquérito. Ele negou qualquer abuso sexual e afirmou que não tocou na mulher. Em 8 de março, a Polícia Civil de São Paulo concluiu as investigações do inquérito e a delegada da 5ª Delegacia de Defesa da Mulher preparou o relatório a ser enviado ao Ministério Público, que decidirá se apresentará denúncia contra o zagueiro ou se arquiva o inquérito policial.
Em 16 de maio, o MP pediu arquivamento de inquérito do caso. O promotor afirmou que não havia indícios suficientes nem justa causa para levar caso a julgamento.

## Estatísticas

### Clubes
Abaixo estão listados todos os jogos, gols e assistências do futebolista por clubes.
| Clube                | Temporada         | Campeonato nacional | Campeonato nacional | Campeonato nacional | Copa nacional[a] | Copa nacional[a] | Copa nacional[a] | Competições continentais[b] | Competições continentais[b] | Competições continentais[b] | Outros torneios[c] | Outros torneios[c] | Outros torneios[c] | Total | Total | Total   |
| Clube                | Temporada         | Jogos               | Gols                | Assist.             | Jogos            | Gols             | Assist.          | Jogos                       | Gols                        | Assist.                     | Jogos              | Gols               | Assist.            | Jogos | Gols  | Assist. |
| -------------------- | ----------------- | ------------------- | ------------------- | ------------------- | ---------------- | ---------------- | ---------------- | --------------------------- | --------------------------- | --------------------------- | ------------------ | ------------------ | ------------------ | ----- | ----- | ------- |
| Santos               | 2018              | 9                   | 0                   | 0                   | —                | —                | —                | 1                           | 0                           | 0                           | 3                  | 0                  | 0                  | 13    | 0     | 0       |
| Santos               | Total             | 9                   | 9                   | 9                   | —                | —                | —                | 1                           | 0                           | 0                           | 3                  | 0                  | 0                  | 13    | 0     | 0       |
| Athletico Paranaense | 2019              | 8                   | 0                   | 0                   | 5                | 0                | 0                | 1                           | 0                           | 0                           | 7                  | 0                  | 0                  | 21    | 0     | 0       |
| Athletico Paranaense | 2020              | —                   | —                   | —                   | —                | —                | —                | 2                           | 0                           | 0                           | 1                  | 0                  | 0                  | 3     | 0     | 0       |
| Athletico Paranaense | Total             | 8                   | 0                   | 0                   | 5                | 0                | 0                | 3                           | 0                           | 0                           | 8                  | 0                  | 0                  | 24    | 0     | 0       |
| Nice                 | 2020–21           | 15                  | 0                   | 0                   | 2                | 0                | 0                | 6                           | 0                           | 0                           | —                  | —                  | —                  | 23    | 0     | 0       |
| Nice                 | Total             | 15                  | 0                   | 0                   | 2                | 0                | 0                | 6                           | 0                           | 0                           | —                  | —                  | —                  | 23    | 0     | 0       |
| Corinthians          | 2022              | 7                   | 0                   | 0                   | 1                | 0                | 0                | 2                           | 0                           | 0                           | 2                  | 0                  | 0                  | 12    | 0     | 0       |
| Corinthians          | Total             | 7                   | 0                   | 0                   | 1                | 0                | 0                | 2                           | 0                           | 0                           | 2                  | 0                  | 0                  | 12    | 0     | 0       |
| Total na carreira    | Total na carreira | 39                  | 0                   | 0                   | 8                | 0                | 0                | 12                          | 0                           | 0                           | 13                 | 0                  | 0                  | 72    | 0     | 0       |

- a. ^ Jogos da Copa do Brasil e Copa da França
- b. ^ Jogos da Copa Libertadores e Liga Europa
- c. ^ Jogos do Campeonato Paulista e Campeonato Paranaense

### Seleção Brasileira
Abaixo estão listados todos os jogos, gols e assistências do futebolista pela Seleção Brasileira, desde as categorias de base.
Seleção Sub–23
| Ano               | Pré–Olímpico | Pré–Olímpico | Pré–Olímpico |
| Ano               | Jogos        | Gols         | Assist.      |
| ----------------- | ------------ | ------------ | ------------ |
| 2020              | 3            | 0            | 0            |
| Total na carreira | 3            | 0            | 0            |

Seleção Sub–20
| Ano               | Campeonato Sul–Americano | Campeonato Sul–Americano | Campeonato Sul–Americano | Amistosos | Amistosos | Amistosos | Total | Total | Total |
| ----------------- | ------------------------ | ------------------------ | ------------------------ | --------- | --------- | --------- | ----- | ----- | ----- |
| 2016              | —                        | —                        | —                        | 1         | 0         | 0         | 1     | 0     | 0     |
| 2017              | 2                        | 0                        | 0                        | —         | —         | —         | 2     | 0     | 0     |
| Total na carreira | 2                        | 0                        | 0                        | 1         | 0         | 0         | 3     | 0     | 0     |

## Títulos

#### Athletico Paranaense
- Campeonato Paranaense: 2019
- Copa do Brasil: 2019
- Copa Suruga Bank: 2019